# 甲格寺
甲格寺位於四川省阿壩州若爾蓋縣，文物遺址年代判定為清。2012年7月16日公佈為第八批四川省文物保護單位。
甲格寺位於四川省阿壩藏族羌族自治州若爾蓋縣降紮鄉木岔村，始建於明成化二十二年（1486年），是若爾蓋地區最早的格魯派寺院，同時也是後藏地區紮什倫布寺的子寺。占地面積約5000平方米。現存建築佈局以大經堂為中心，獅面母佛殿、馬頭金剛殿、活佛院、僧房等建築環繞四周，均為清代建築，土木結構。是典型的藏傳佛教傳統建築；寺內建築雕刻精美，色彩豔麗；壁畫、板畫結構嚴謹，線條流暢，人物形象神情並茂，栩栩如生。寺內收藏各類文物數百件，工藝精美，集藏、漢、尼三地風格，具有較高的歷史、藝術、科學研究價值。2007年，甲格寺被阿壩藏族羌族自治州若爾蓋縣人民政府公佈為縣級文物保護。